# Jeans
Jeans (português brasileiro) ou calças de ganga (português europeu) são um tipo de calças feitas de ganga, brim ou denim. Frequentemente, o termo "jeans" se refere a um estilo particular de calças, chamado "jeans azul", com bolsos rebitados em cobre que foram inventados por Jacob W. Davis em 1871 e patenteados por Jacob W. Davis e Levi Strauss em maio 20, 1873. Antes da patente, o termo "jeans azul" era muito usado para várias roupas (incluindo calças, macacões e casacos), feitas de jeans de cor azul.

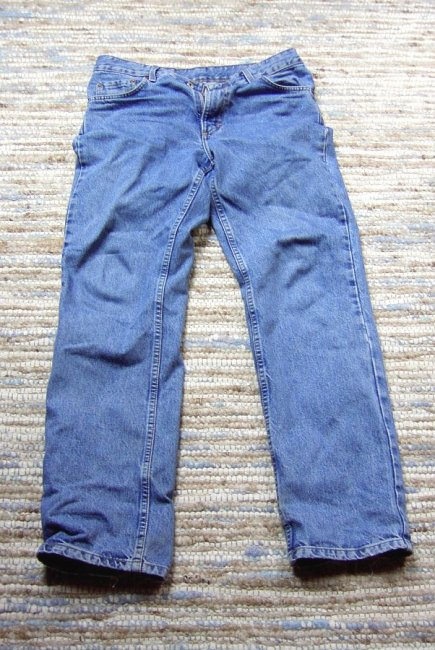
Um par de jeans

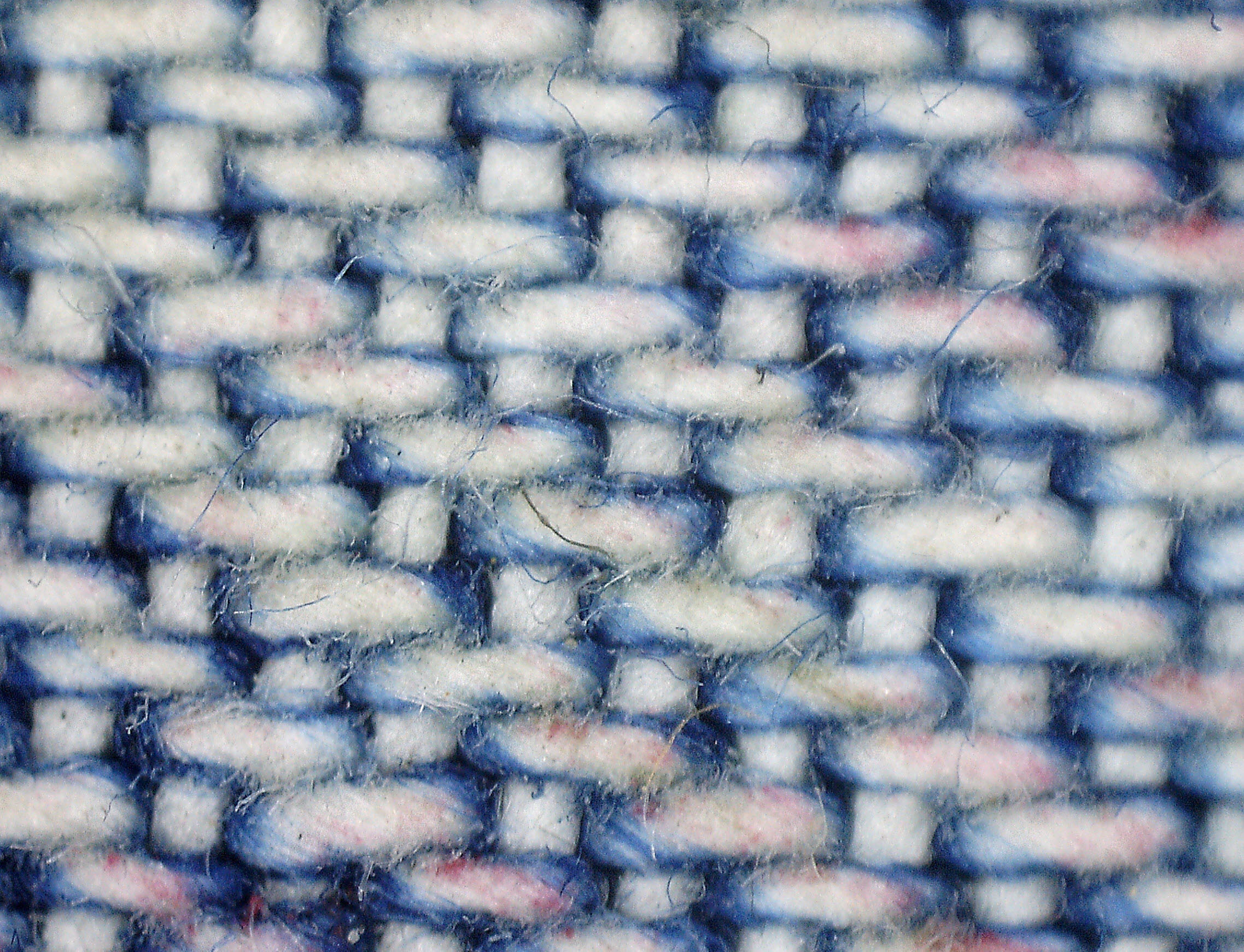
Imagem microscópica de tecido desbotado

"Jean" também faz referência a um tipo (histórico) de tecido resistente comumente feito com urdidura de algodão e trama de lã (também conhecido como "tecido da Virgínia"). O tecido jeans também pode ser inteiramente de algodão, semelhante ao brim. Originalmente projetado para mineiros, o jeans moderno foi popularizado como roupa casual por Marlon Brando e James Dean em seus filmes dos anos 1950, particularmente The Wild One e Rebel Without a Cause, levando o tecido a se tornar um símbolo de rebelião entre os adolescentes, especialmente os membros da subcultura greaser. A partir da década de 1960, o jeans tornou-se comum entre várias subculturas juvenis e, posteriormente, entre os jovens da população em geral. Hoje em dia, eles são um dos tipos mais populares de calças especiais na cultura ocidental. Marcas históricas incluem Levi's, Lee e Wrangler.

## História

### Tecido

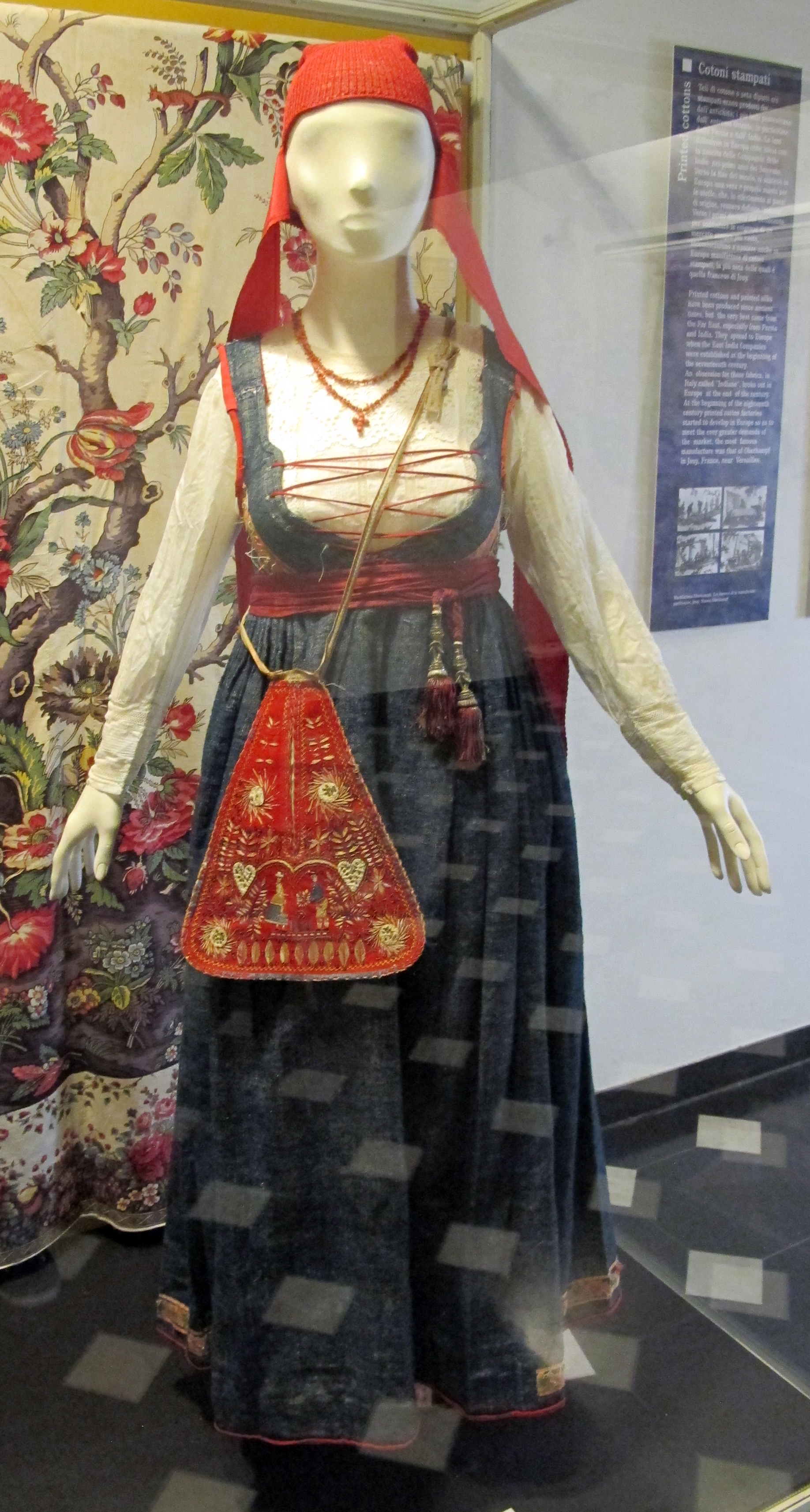
Um vestido genovês feminino tradicional em "jeans azul" (década de 1890). Palazzo Spinola di Pellicceria, Gênova, Itália

Pesquisas sobre o comércio do tecido jeans mostram que ele surgiu nas cidades de Gênova, na Itália, e Nîmes, na França. Gênes, palavra francesa para Gênova, pode ser a origem da palavra “jeans”. Em Nîmes, os tecelões tentaram reproduzir o tecido jeans, mas em vez disso desenvolveram um tecido de sarja semelhante que ficou conhecido como brim ou denim, "de Nîmes". O tecido jeans de Gênova era um tecido fustão de "qualidade média e custo razoável", muito semelhante ao veludo de algodão pelo qual Gênova era famosa, e era "usado para roupas de trabalho em geral". A marinha genovesa equipou seus marinheiros com jeans, pois eles precisavam de um tecido que pudesse ser usado molhado ou seco. O brim de Nîmes era mais grosseiro, considerado de qualidade superior, e era usado "para peças de vestuário como batas ou macacões".(p23) Em 1576, uma quantidade de "jean fustians" chegou ao porto de Barnstaple em um navio de Bristol. Quase todo índigo, necessário para tingimento, veio de plantações de arbustos de índigo na Índia até o final do século XIX. Foi substituído por métodos de síntese de índigo desenvolvidos na Alemanha.

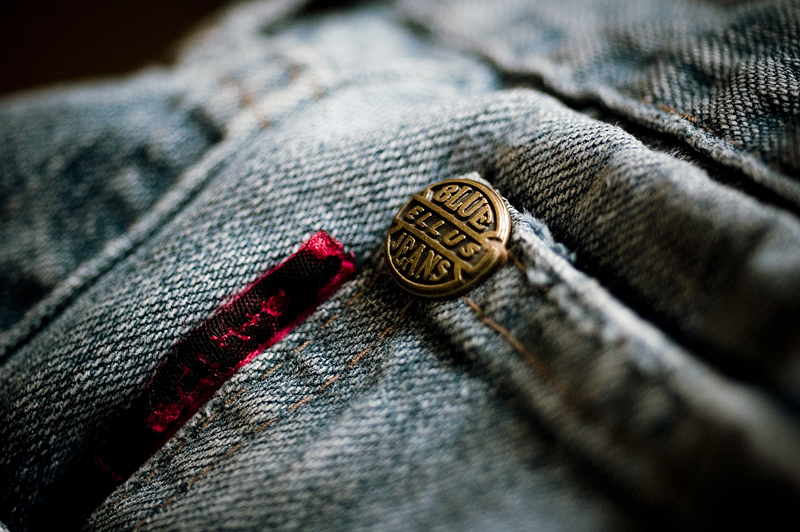
Os rebites de cobre para reforço dos bolsos são uma característica do jeans azul

No século XVII, o jeans era um tecido crucial para a classe trabalhadora no norte da Itália. Isso é visto em uma série de pinturas de gênero por volta do século XVII atribuídas a um artista agora apelidado de The Master of Blue Jeans.(p10) As dez pinturas retratam cenas empobrecidas com figuras de classe baixa vestindo um tecido que parece jeans. O tecido seria jeans genovês, que era mais barato. A pintura de gênero ganhou destaque no final do século XVI, e o tema não nobre em todas as dez pinturas as coloca entre outras que retratam cenas semelhantes.

## Produção industrial

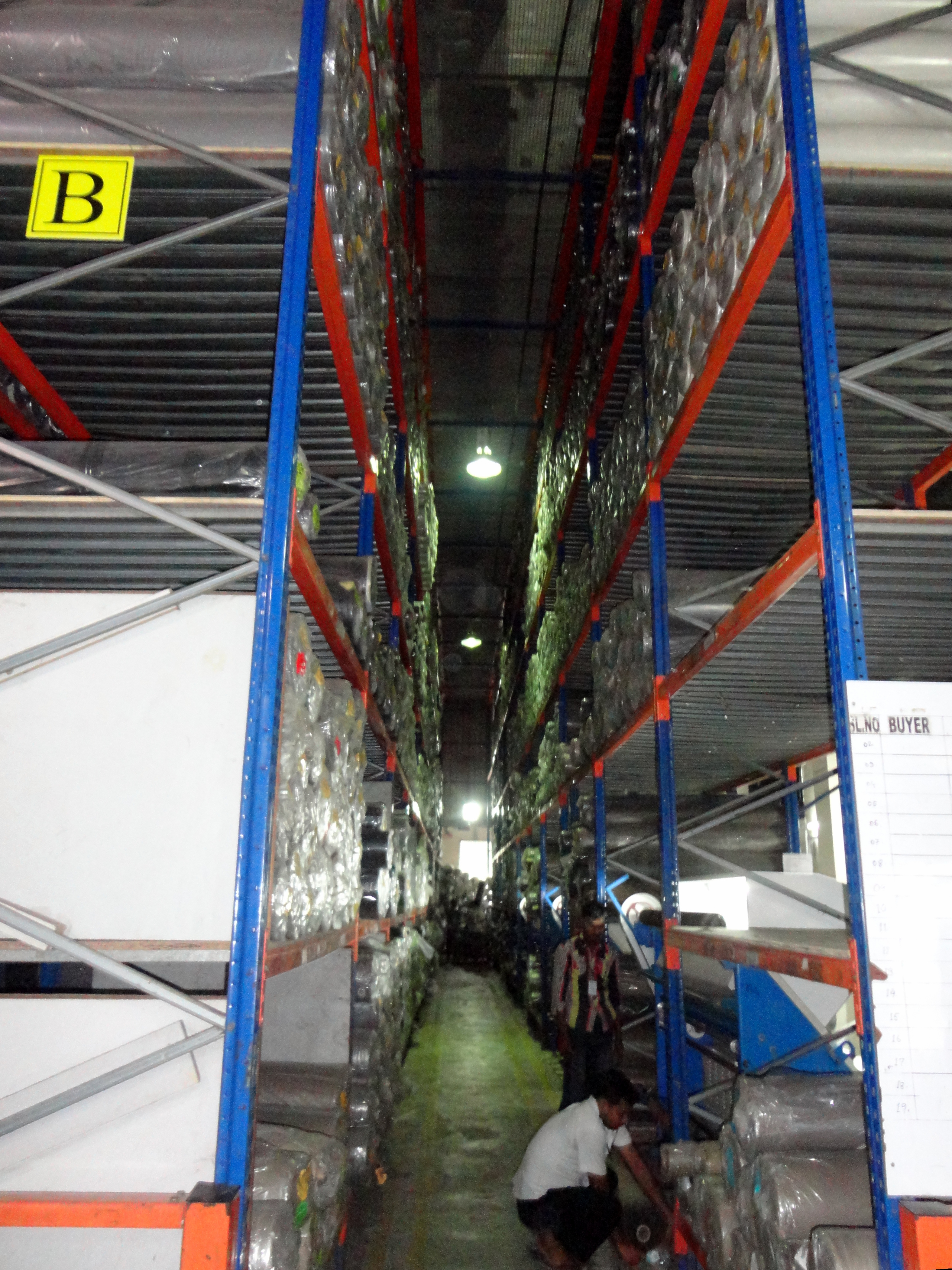
Como o tecido brim é armazenado na fábrica
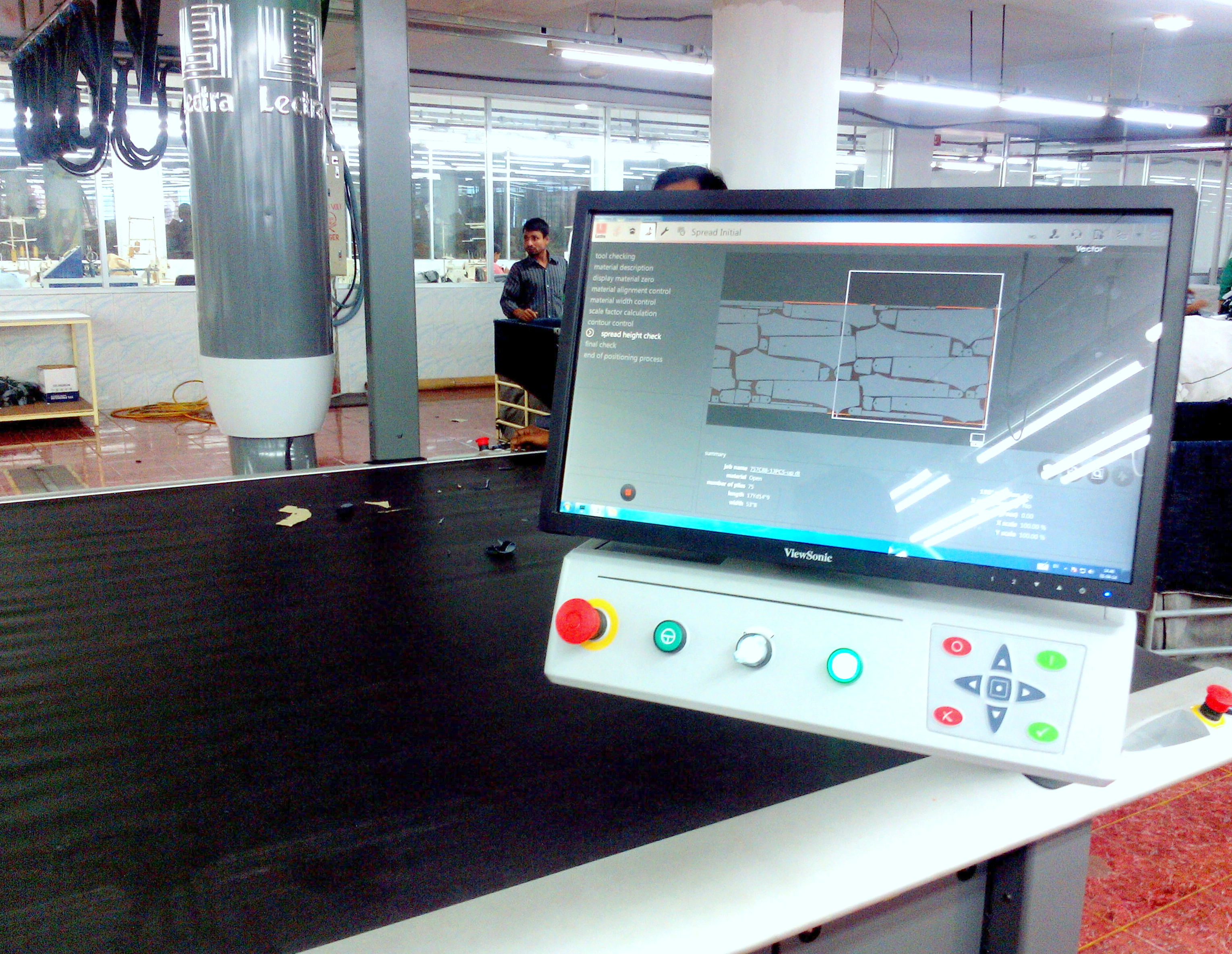
Máquinas de corte automatizadas são utilizadas na fábrica da RMG para cortar as peças
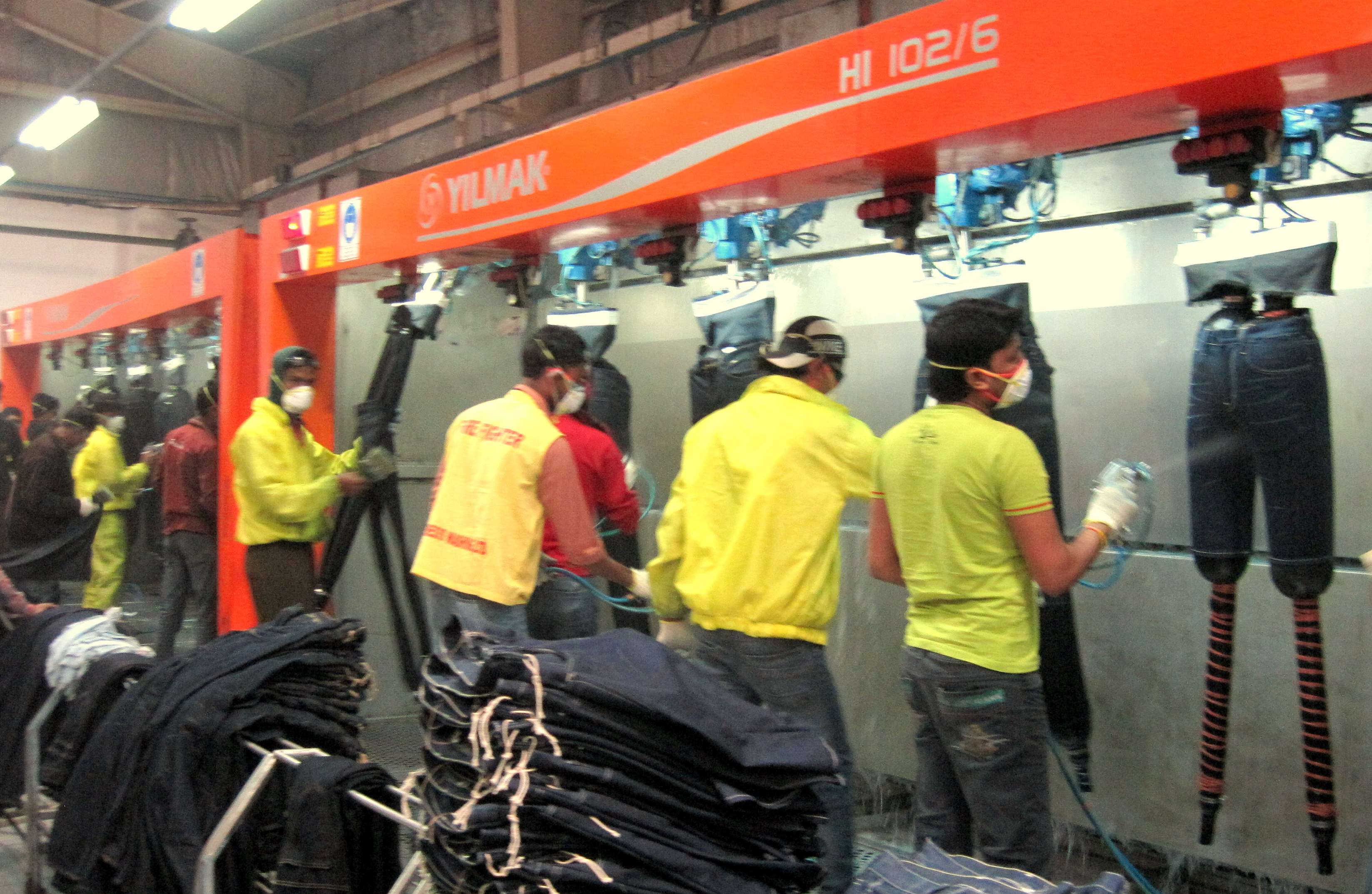
P P Spray e P P Sponging sendo aplicados em jeans para dar um novo visual
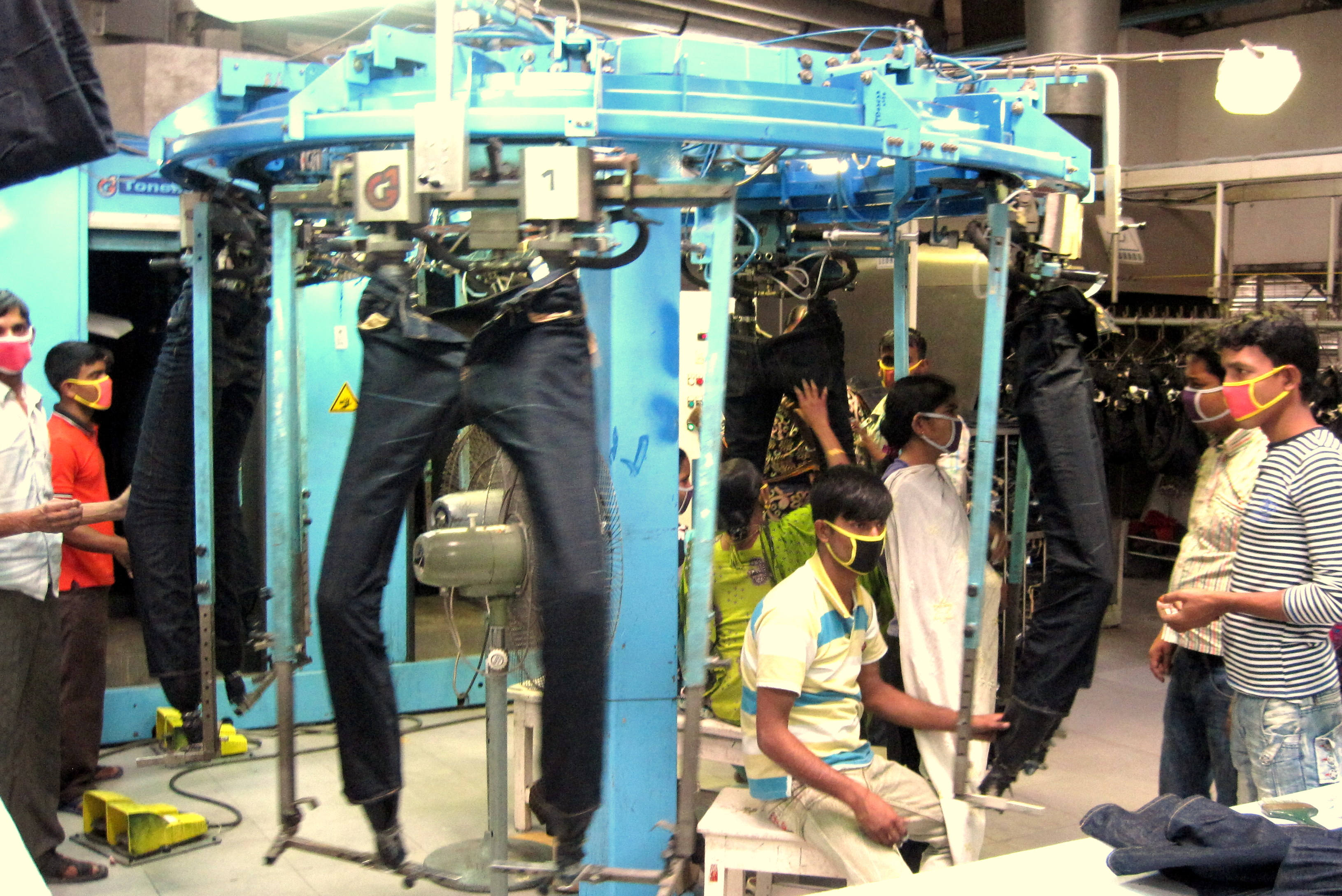
Adicionando trituração 3D, bigodes e rugas aos jeans para torná-los mais usados
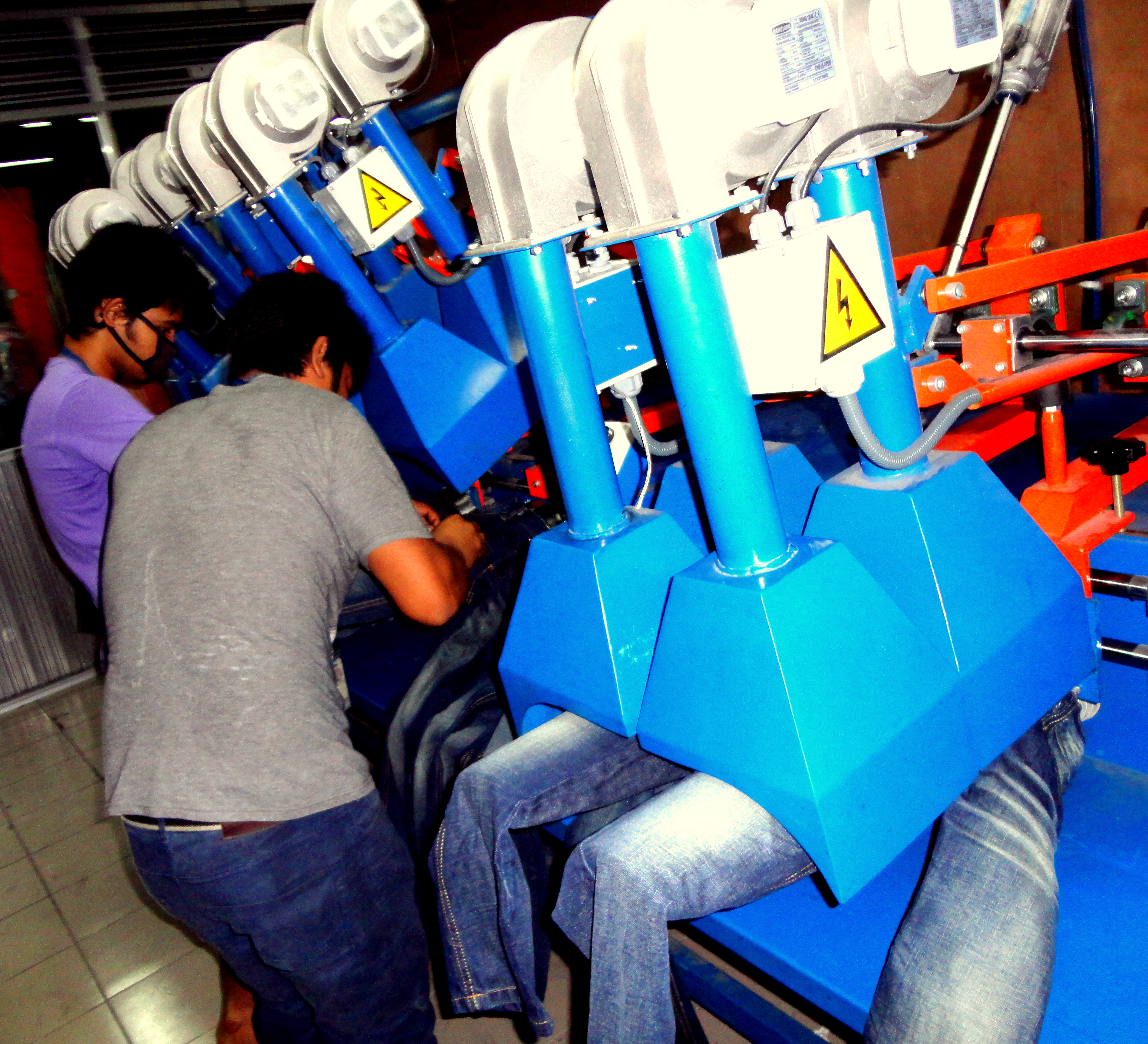
Aplicando rugas permanentes em jeans
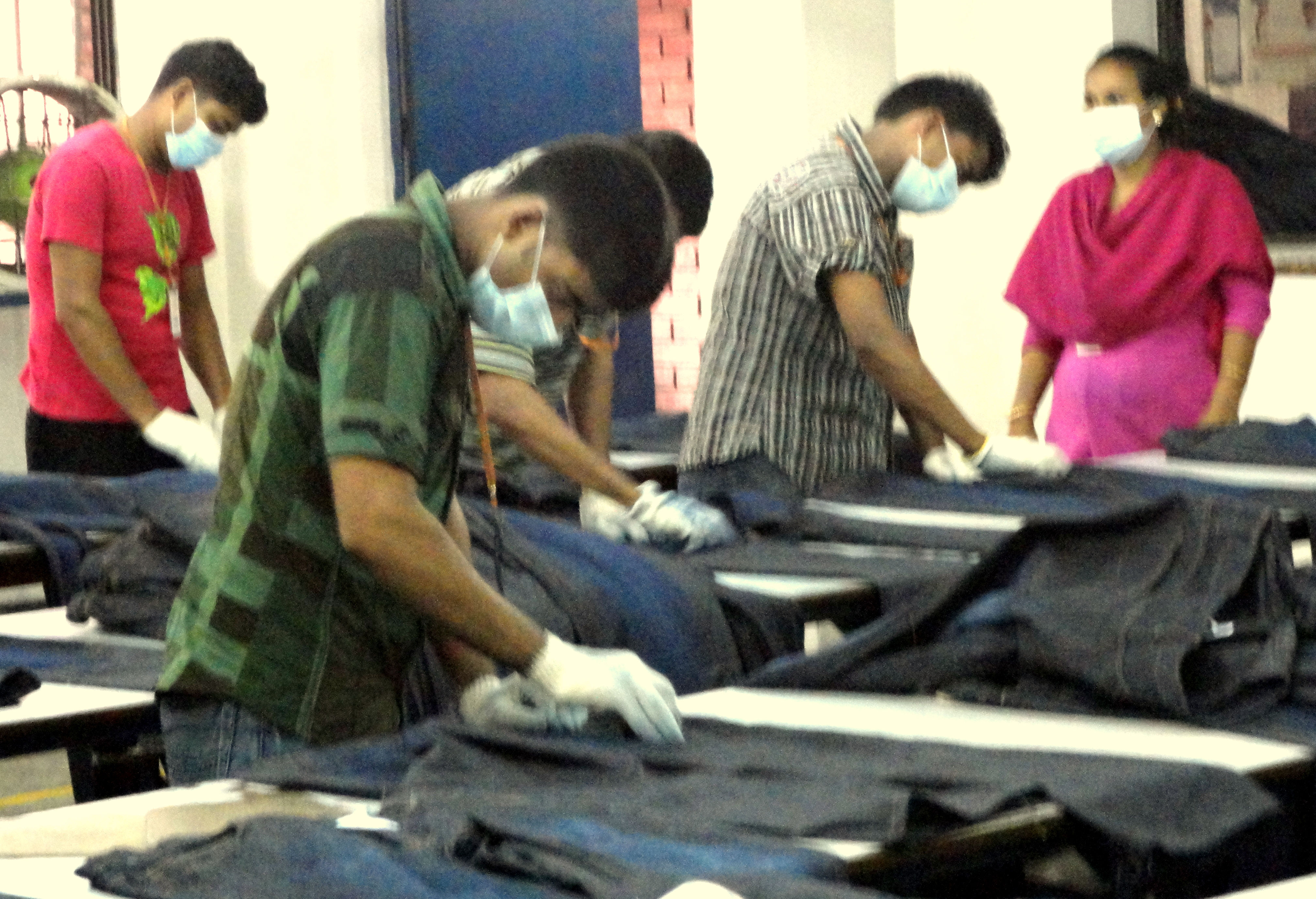
Raspagem manual de jeans
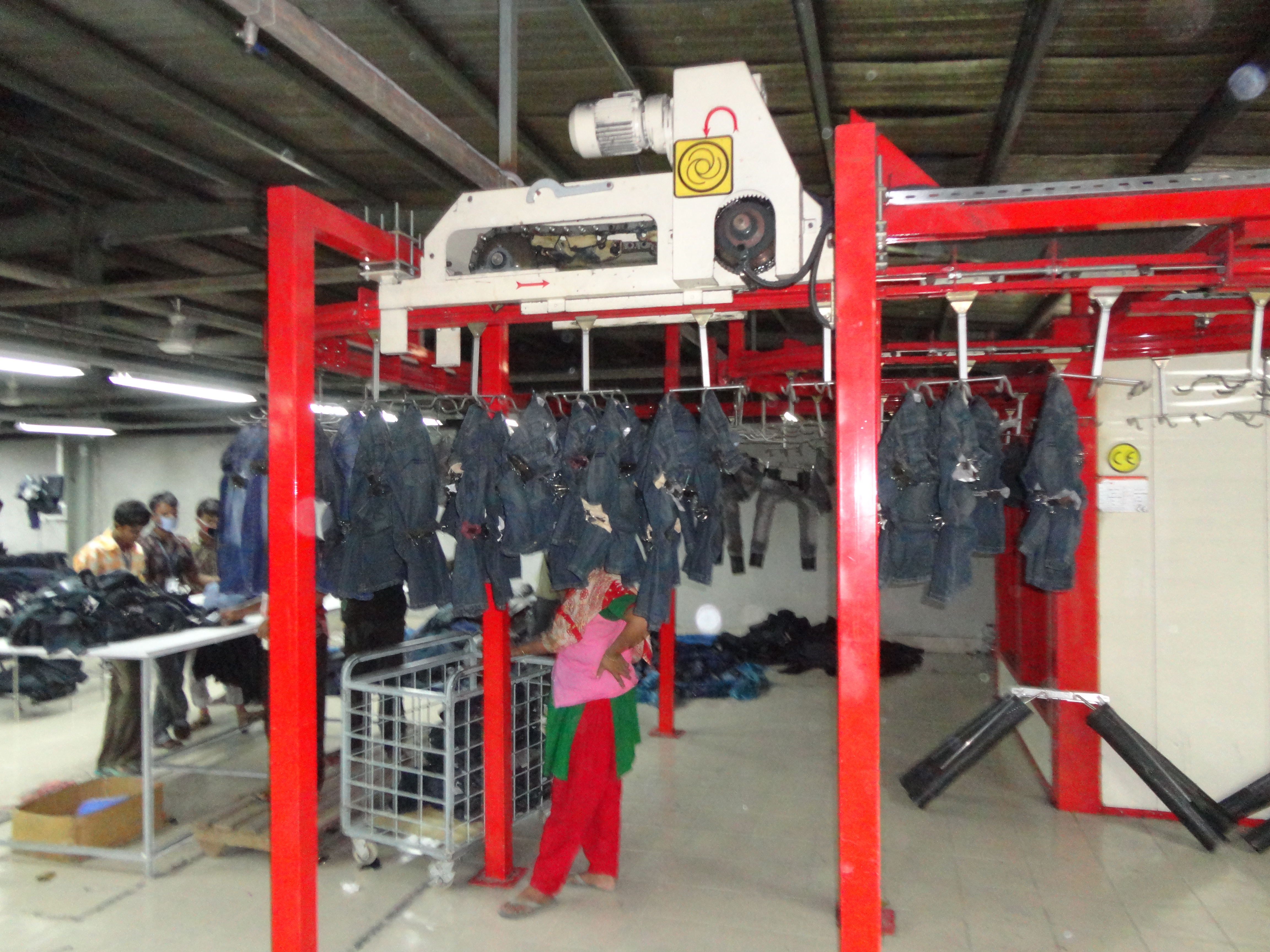
Processo de tratamento de resina em jeans
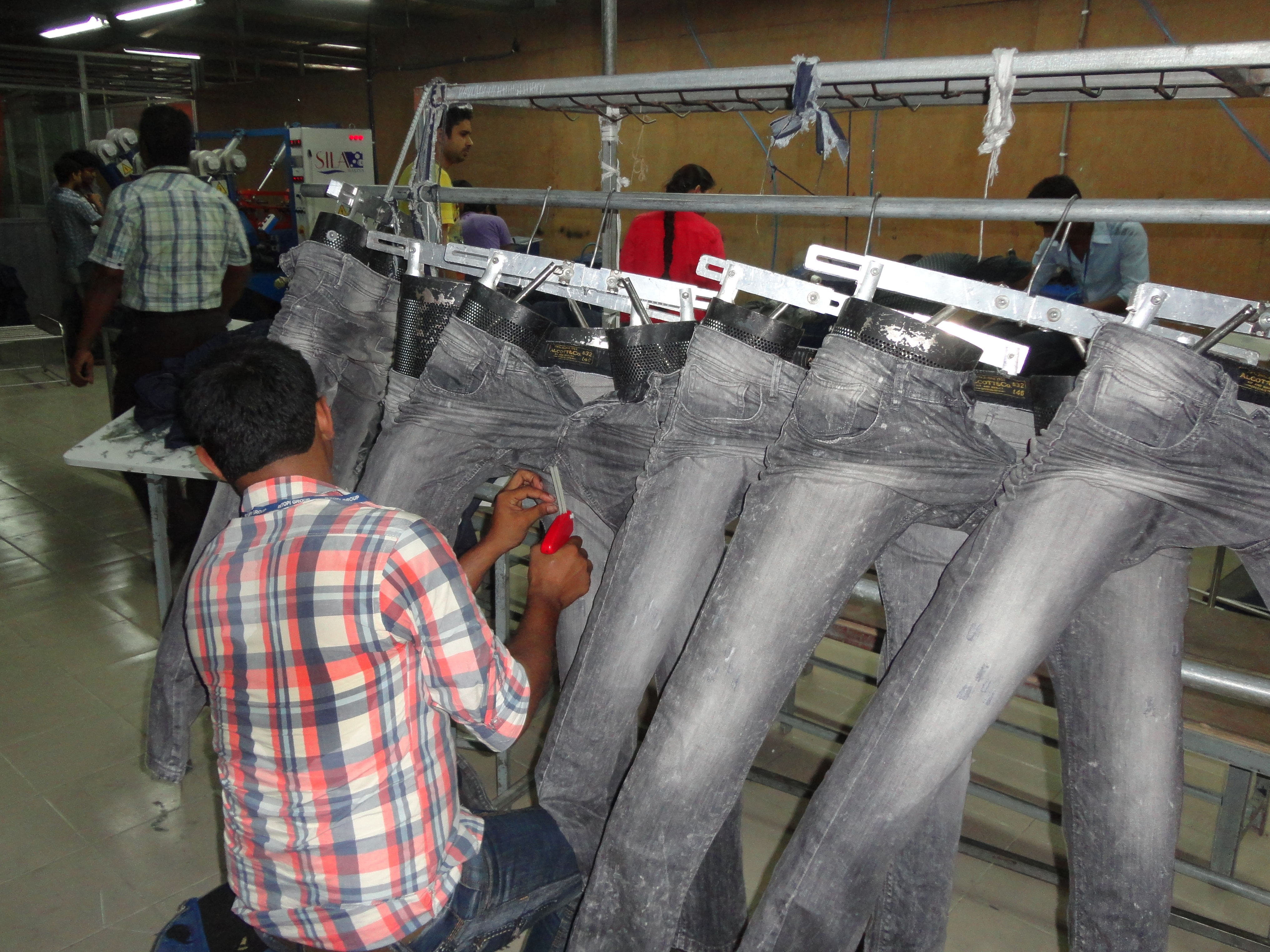
Alinhamento em jeans (adiciona força às áreas de alto estresse)
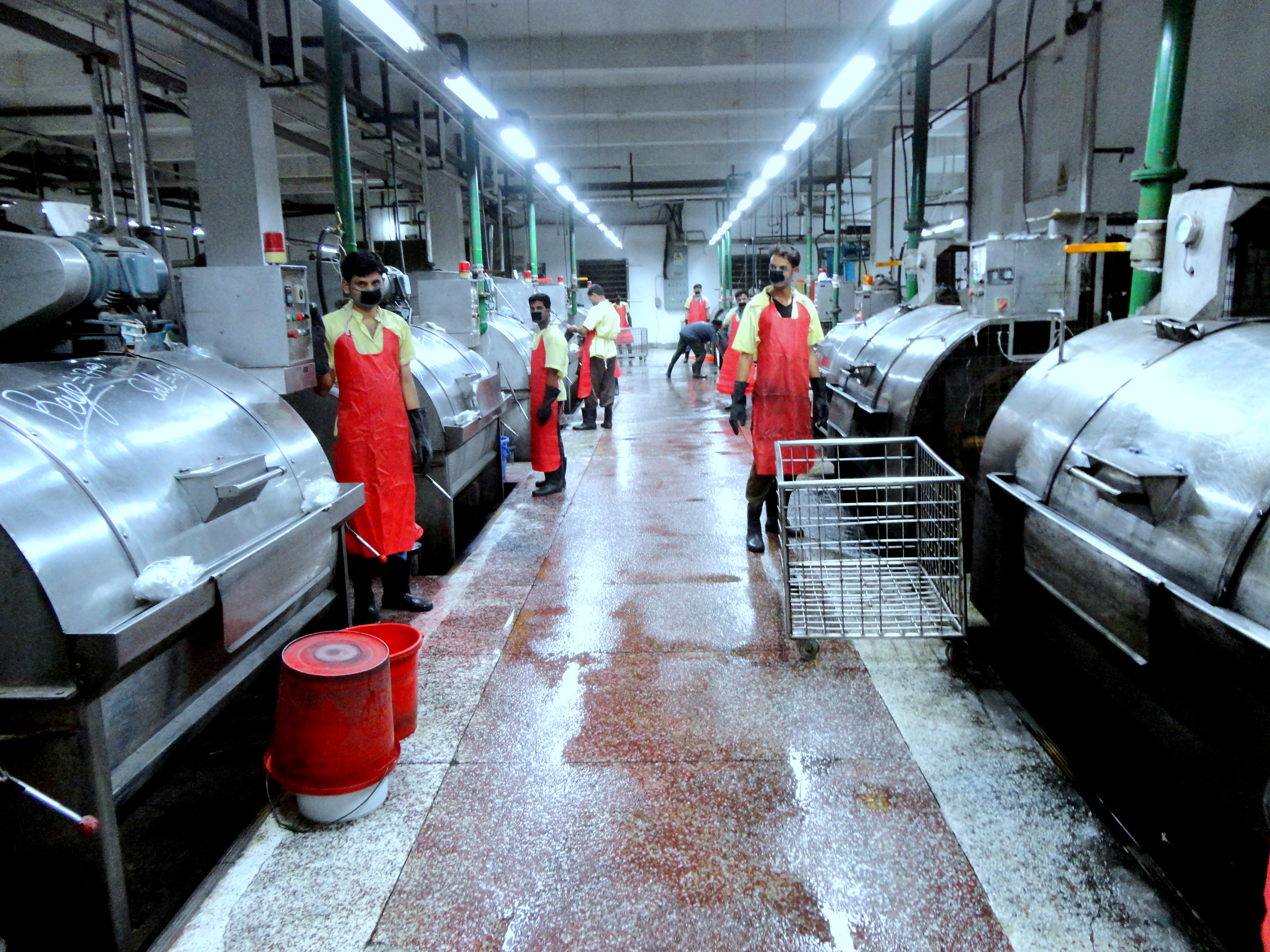
Máquina de tingir meias em uma instalação de lavagem para lavar jeans
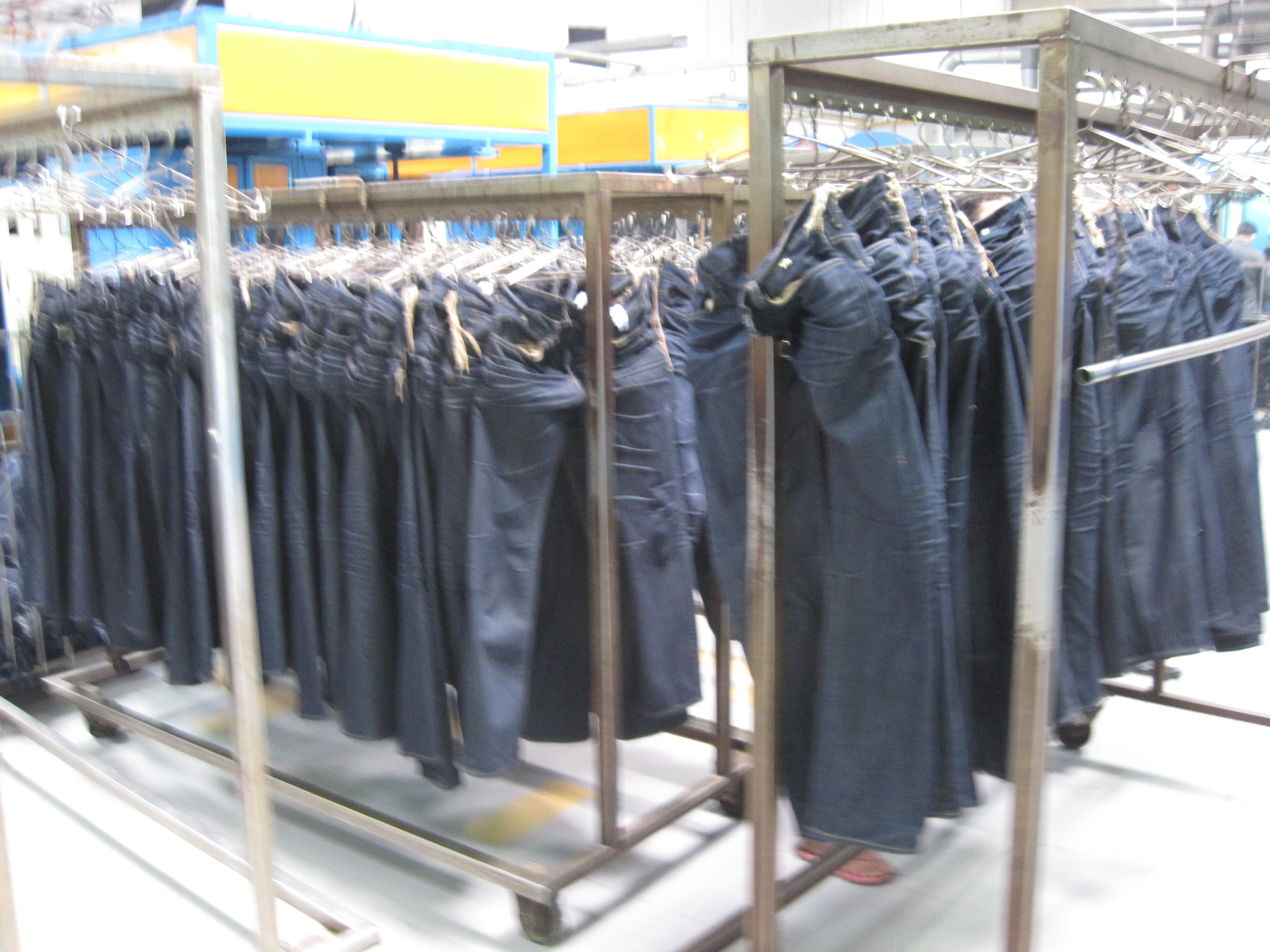
O processo de lavagem e secagem de jeans
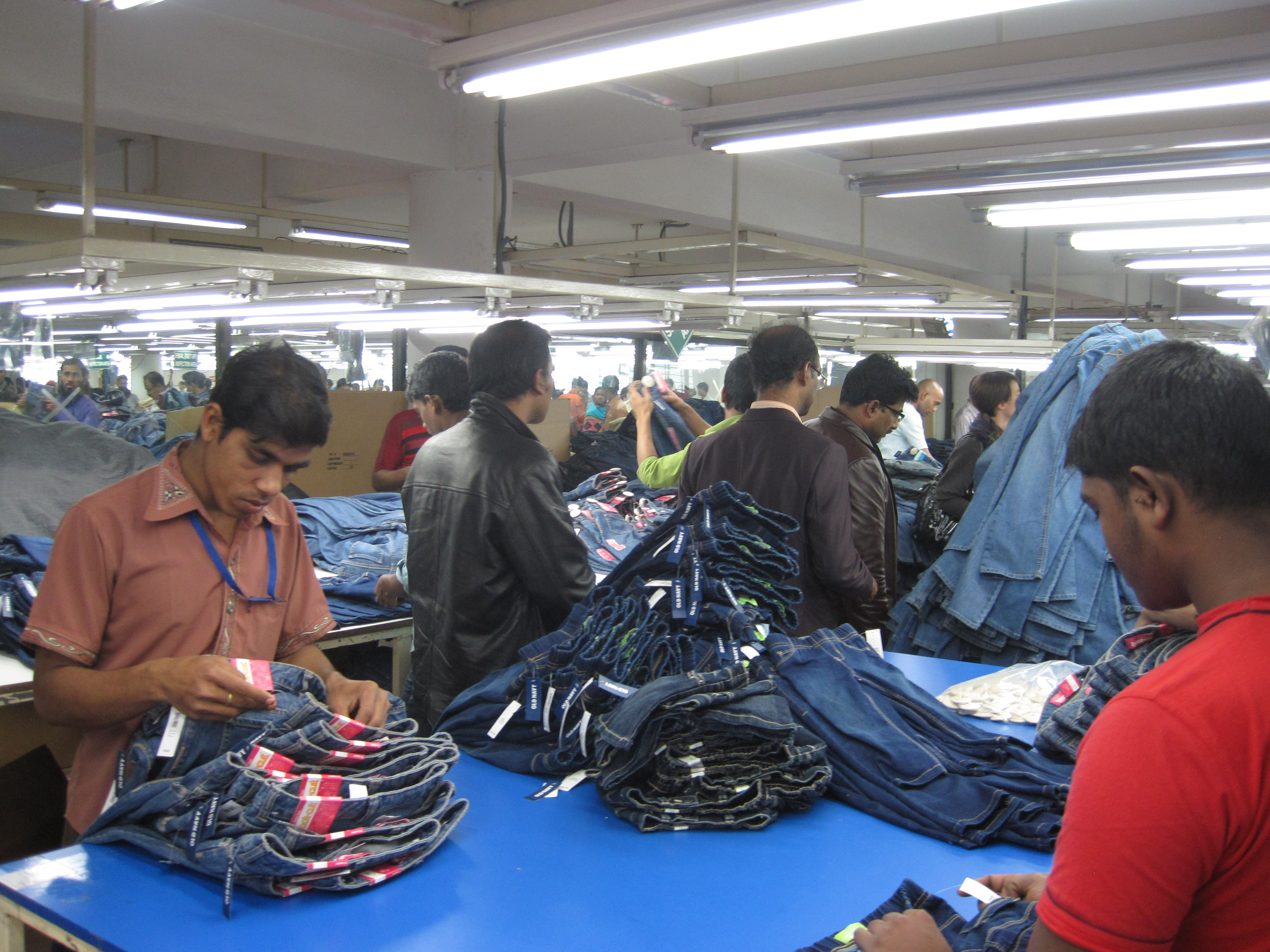
As etapas finais da preparação do jeans para o mercado
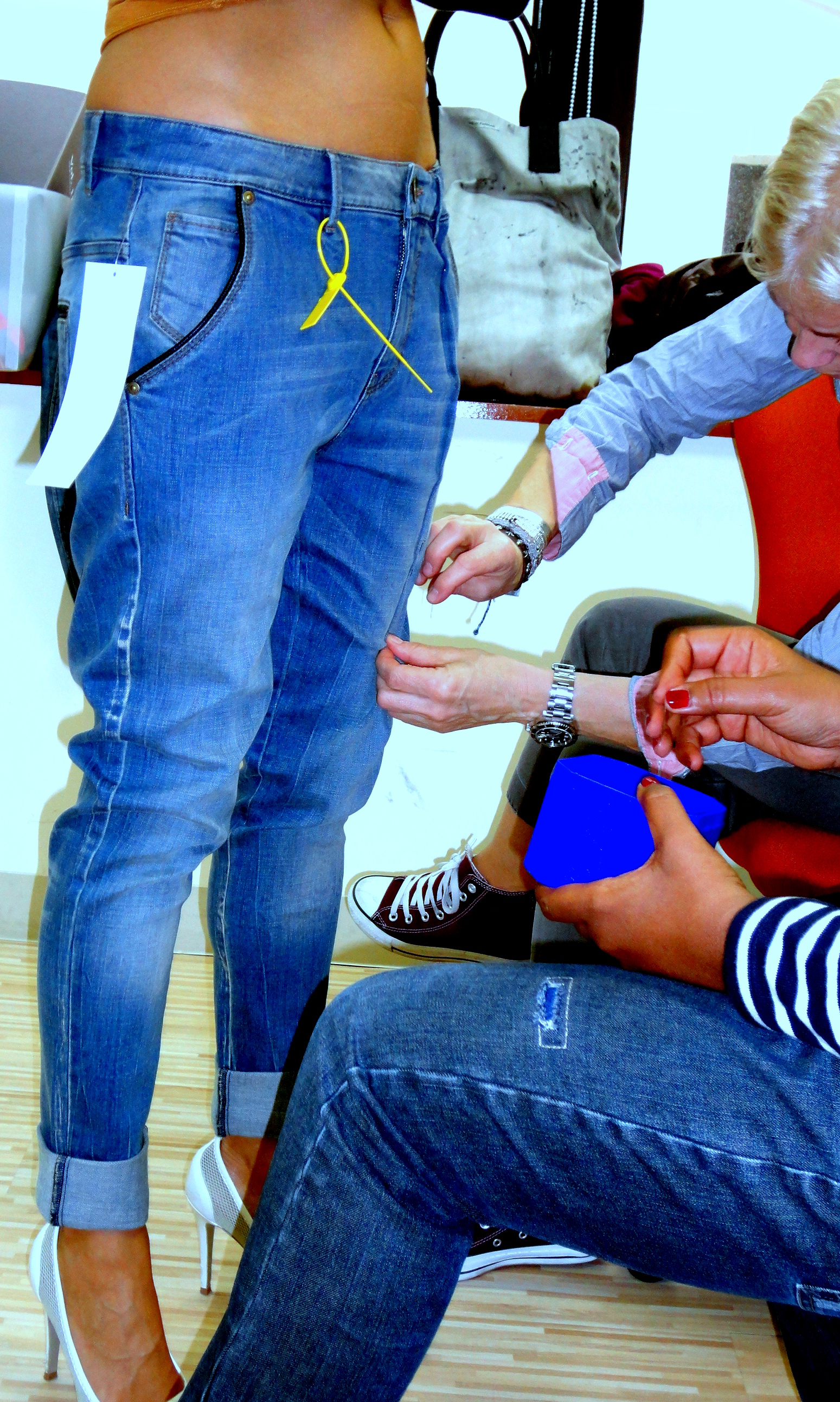
Verificando o ajuste em um modelo vivo
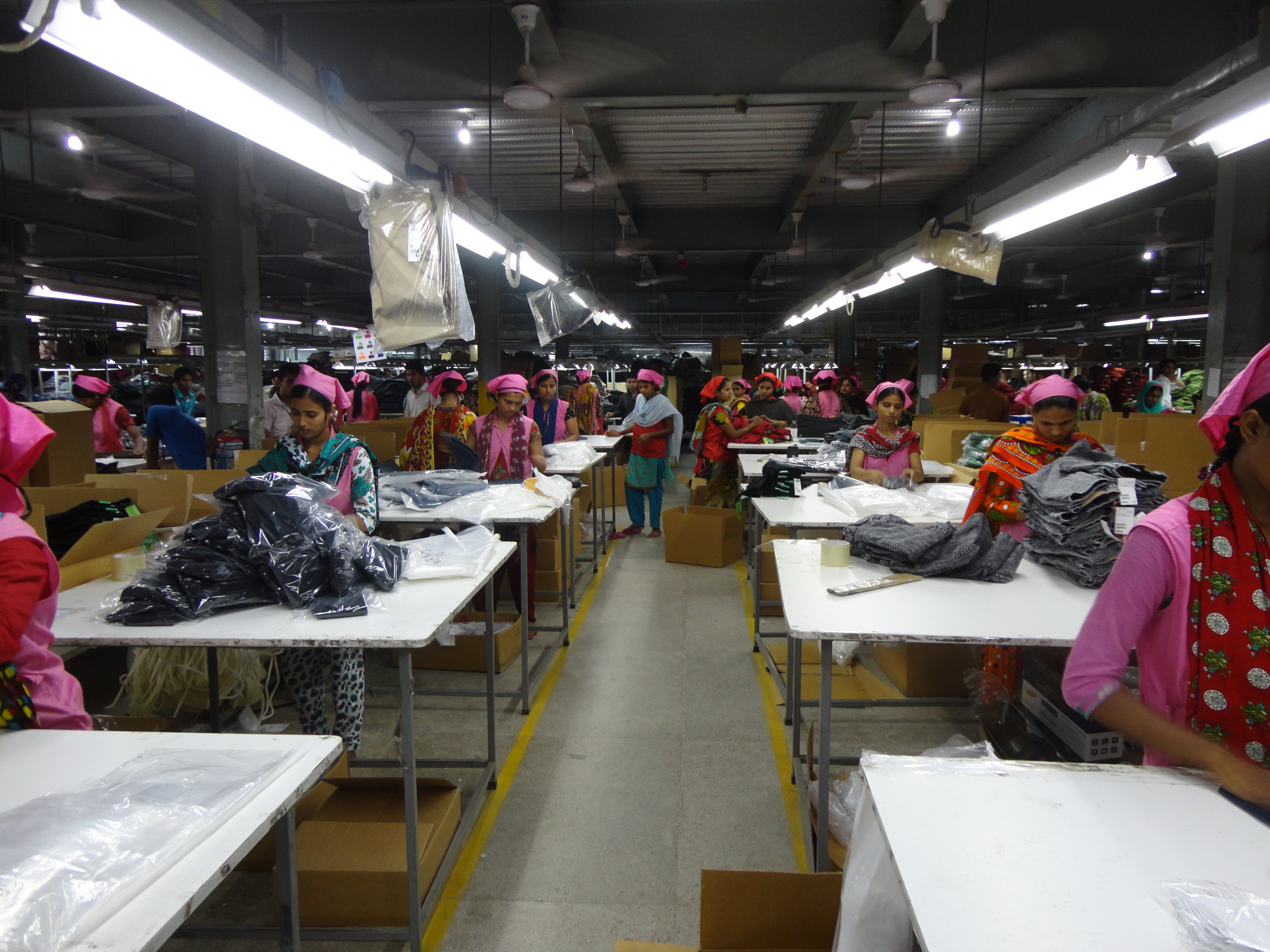
Verificação de qualidade e garantia de qualidade
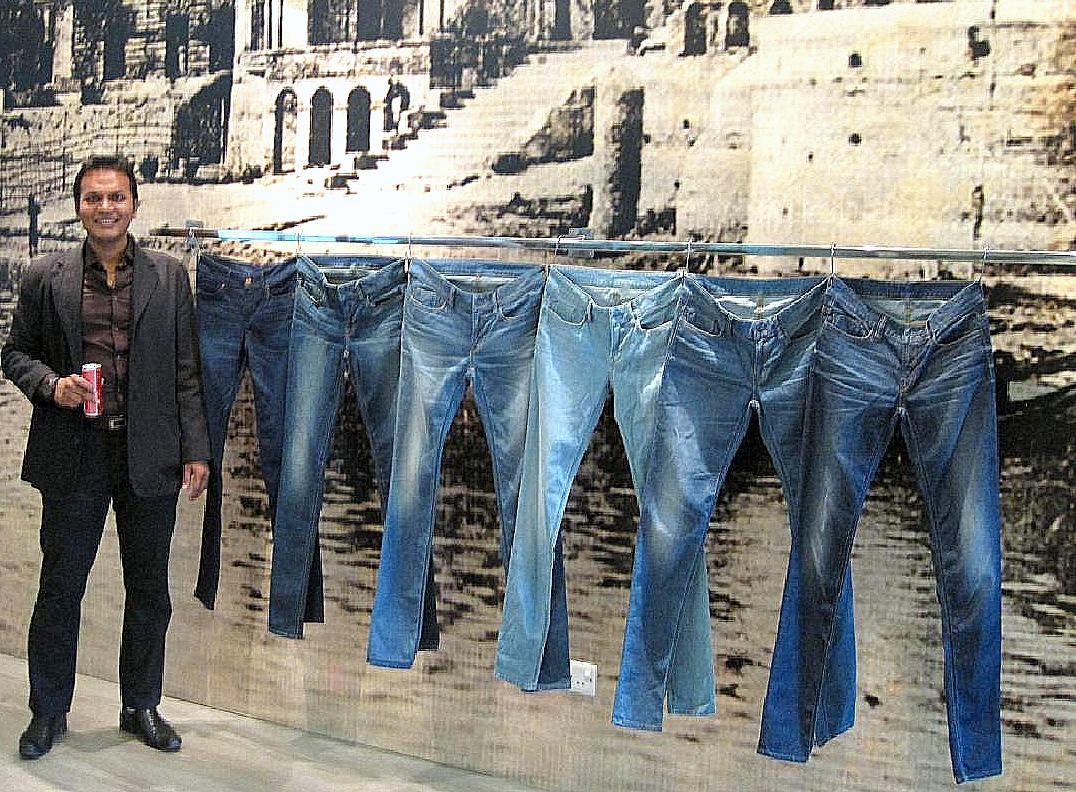
Jeans são exibidos para o comprador no showroom da fábrica RMG